# Hagens Berman-Axeon
L'equip Hagens Berman-Axeon (codi UCI: HBA), conegut anteriorment com a Trek Livestrong, Bontrager, Bissell Development o Axeon-Hagens Berman, és un equip ciclista professional dels Estats Units de categoria Continental fins al 2017. Al 2018 passa a nivell Continental Professional.
Es va fundar com a equip filial del Team RadioShack. No s'ha de confondre amb els equips Trek Factory Racing, Trek-Marco Polo o Bissell. Tots els seus ciclistes són de categoria sub-23.

## Principals victòries
- París-Roubaix sub-23: Taylor Phinney (2009, 2010)
- Olympia's Tour: Taylor Phinney (2010)
- Tour de Southland: Josh Atkins (2011), James Oram (2013)
- Tour de Beauce: Nathan Brown (2013), Gregory Daniel (2016)
- Volta a l'Alentejo: Jasper Stuyven (2013)
- Volta a la Costa Vicentina: Ruben Guerreiro (2015)
- Gran Premi Palio del Recioto: Ruben Guerreiro (2016), Neilson Powless (2017)
- Trofeu Piva: Tao Geoghegan Hart (2016)
- Lieja-Bastogne-Lieja sub-23: Logan Owen (2016)
- Joe Martin Stage Race: Neilson Powless (2016)
- Tour de Bretanya: Adrien Costa (2016)
- Circuit de les Ardenes: Jhonatan Narváez (2017)

### Grans Voltes
- Tour de França
  - 0 participacions
- Giro d'Itàlia
  - 0 participacions
- Volta a Espanya
  - 0 participacions

## Composició de l'equip
| \| Llista de l'equip 2015 \| Llista de l'equip 2015 \| Llista de l'equip 2015 \| Llista de l'equip 2015 \| \| Ciclista \| Data de naixement \| Equip previ \| \| \| -------------------------------------- \| ---------------------- \| --------------------------------- \| ---------------------- \| \| William Barta (15 de ago–31 de des) \| 4 de gener de 1996 \| \| \| \| Geoffrey Curran \| 20 de octubre de 1995 \| \| \| \| Gregory Daniel \| 8 de novembre de 1994 \| \| \| \| Daniel Eaton \| 4 de juliol de 1993 \| \| \| \| Tao Geoghegan Hart \| 30 de març de 1995 \| \| \| \| Ruben Guerreiro \| 6 de juliol de 1994 \| Alcobaça Clube de Ciclismo (2012) \| \| \| Philip O'Donnell (15 de ago–31 de des) \| 18 de març de 2025 \| \| \| \| Justin Oien \| 5 de maig de 1995 \| \| \| \| James Oram \| 7 de juny de 1993 \| \| \| \| Logan Owen \| 25 de març de 1995 \| \| \| \| Christopher Putt \| 18 de març de 2025 \| \| \| \| Keegan Swirbul \| 2 de setembre de 1995 \| \| \| \| Chad Young (15 de ago–31 de des) \| 8 de juny de 1995 \| \| \| \| \| \| \| \| \| Font: UCI \| \| \| \| |                       |                                   |  |
| Llista de l'equip 2015 |                       |                                   |  |
| Ciclista | Data de naixement     | Equip previ                       |  |
| William Barta (15 de ago–31 de des) | 4 de gener de 1996    |                                   |  |
| Geoffrey Curran | 20 de octubre de 1995 |                                   |  |
| Gregory Daniel | 8 de novembre de 1994 |                                   |  |
| Daniel Eaton | 4 de juliol de 1993   |                                   |  |
| Tao Geoghegan Hart | 30 de març de 1995    |                                   |  |
| Ruben Guerreiro | 6 de juliol de 1994   | Alcobaça Clube de Ciclismo (2012) |  |
| Philip O'Donnell (15 de ago–31 de des) | 18 de març de 2025    |                                   |  |
| Justin Oien | 5 de maig de 1995     |                                   |  |
| James Oram | 7 de juny de 1993     |                                   |  |
| Logan Owen | 25 de març de 1995    |                                   |  |
| Christopher Putt | 18 de març de 2025    |                                   |  |
| Keegan Swirbul | 2 de setembre de 1995 |                                   |  |
| Chad Young (15 de ago–31 de des) | 8 de juny de 1995     |                                   |  |
| |                       |                                   |  |
| Font: UCI |                       |                                   |  |

| \| Llista de l'equip 2016 \| Llista de l'equip 2016 \| Llista de l'equip 2016 \| Llista de l'equip 2016 \| \| Ciclista \| Data de naixement \| Equip previ \| \| \| --------------------------------------- \| ---------------------- \| --------------------------------- \| ---------------------- \| \| William Barta \| 4 de gener de 1996 \| \| \| \| Jonathan Brown (24 de abr–31 de des) \| 20 de abril de 1997 \| \| \| \| Adrien Costa (4 de maig–31 de des) \| 19 de agost de 1997 \| \| \| \| Geoffrey Curran \| 20 de octubre de 1995 \| \| \| \| Gregory Daniel \| 8 de novembre de 1994 \| \| \| \| Edward Dunbar \| 1 de setembre de 1996 \| NFTO (2015) \| \| \| Tao Geoghegan Hart \| 30 de març de 1995 \| \| \| \| Ruben Guerreiro \| 6 de juliol de 1994 \| Alcobaça Clube de Ciclismo (2012) \| \| \| Colin Joyce \| 6 de agost de 1994 \| \| \| \| Krists Neilands \| 18 de agost de 1994 \| Rietumu-Delfin (2015) \| \| \| Philip O'Donnell \| 18 de març de 2025 \| \| \| \| Justin Oien \| 5 de maig de 1995 \| \| \| \| Logan Owen \| 25 de març de 1995 \| \| \| \| Neilson Powless \| 3 de setembre de 1996 \| \| \| \| Tyler Williams \| 17 de novembre de 1994 \| BMC Development (2015) \| \| \| Chad Young \| 8 de juny de 1995 \| \| \| \| \| \| \| \| \| Fonts: ProCyclingStats Cycling Archives \| \| \| \| |                        |                                   |  |
| Llista de l'equip 2016 |                        |                                   |  |
| Ciclista | Data de naixement      | Equip previ                       |  |
| William Barta | 4 de gener de 1996     |                                   |  |
| Jonathan Brown (24 de abr–31 de des) | 20 de abril de 1997    |                                   |  |
| Adrien Costa (4 de maig–31 de des) | 19 de agost de 1997    |                                   |  |
| Geoffrey Curran | 20 de octubre de 1995  |                                   |  |
| Gregory Daniel | 8 de novembre de 1994  |                                   |  |
| Edward Dunbar | 1 de setembre de 1996  | NFTO (2015)                       |  |
| Tao Geoghegan Hart | 30 de març de 1995     |                                   |  |
| Ruben Guerreiro | 6 de juliol de 1994    | Alcobaça Clube de Ciclismo (2012) |  |
| Colin Joyce | 6 de agost de 1994     |                                   |  |
| Krists Neilands | 18 de agost de 1994    | Rietumu-Delfin (2015)             |  |
| Philip O'Donnell | 18 de març de 2025     |                                   |  |
| Justin Oien | 5 de maig de 1995      |                                   |  |
| Logan Owen | 25 de març de 1995     |                                   |  |
| Neilson Powless | 3 de setembre de 1996  |                                   |  |
| Tyler Williams | 17 de novembre de 1994 | BMC Development (2015)            |  |
| Chad Young | 8 de juny de 1995      |                                   |  |
| |                        |                                   |  |
| Fonts: ProCyclingStats Cycling Archives |                        |                                   |  |

| \| Llista de l'equip 2017 \| Llista de l'equip 2017 \| Llista de l'equip 2017 \| Llista de l'equip 2017 \| \| Ciclista \| Data de naixement \| Equip previ \| \| \| --------------------------------------- \| ---------------------- \| ------------------------------- \| ---------------------- \| \| Edward Anderson \| 18 de abril de 1998 \| \| \| \| William Barta \| 4 de gener de 1996 \| \| \| \| Christopher Blevins \| 14 de març de 1998 \| \| \| \| Jonathan Brown \| 20 de abril de 1997 \| \| \| \| Adrien Costa \| 19 de agost de 1997 \| \| \| \| Geoffrey Curran \| 20 de octubre de 1995 \| \| \| \| Edward Dunbar \| 1 de setembre de 1996 \| NFTO (2015) \| \| \| Ian Garrison \| 14 de abril de 1998 \| \| \| \| Christopher Lawless \| 4 de novembre de 1995 \| JLT Condor (2016) \| \| \| Jhonatan Narváez Prado \| 4 de març de 1997 \| Klein Constantia (2016) \| \| \| Ivo Oliveira \| 5 de setembre de 1996 \| \| \| \| Rui Oliveira \| 5 de setembre de 1996 \| Liberty Seguros-Carglass (2016) \| \| \| Logan Owen \| 25 de març de 1995 \| \| \| \| Neilson Powless \| 3 de setembre de 1996 \| \| \| \| Michael Rice \| 25 de gener de 1996 \| \| \| \| Chad Young (1 de gen–28 de abr) \| 8 de juny de 1995 \| \| \| \| \| \| \| \| \| Fonts: ProCyclingStats Cycling Quotient \| \| \| \| |                       |                                 |  |
| Llista de l'equip 2017 |                       |                                 |  |
| Ciclista | Data de naixement     | Equip previ                     |  |
| Edward Anderson | 18 de abril de 1998   |                                 |  |
| William Barta | 4 de gener de 1996    |                                 |  |
| Christopher Blevins | 14 de març de 1998    |                                 |  |
| Jonathan Brown | 20 de abril de 1997   |                                 |  |
| Adrien Costa | 19 de agost de 1997   |                                 |  |
| Geoffrey Curran | 20 de octubre de 1995 |                                 |  |
| Edward Dunbar | 1 de setembre de 1996 | NFTO (2015)                     |  |
| Ian Garrison | 14 de abril de 1998   |                                 |  |
| Christopher Lawless | 4 de novembre de 1995 | JLT Condor (2016)               |  |
| Jhonatan Narváez Prado | 4 de març de 1997     | Klein Constantia (2016)         |  |
| Ivo Oliveira | 5 de setembre de 1996 |                                 |  |
| Rui Oliveira | 5 de setembre de 1996 | Liberty Seguros-Carglass (2016) |  |
| Logan Owen | 25 de març de 1995    |                                 |  |
| Neilson Powless | 3 de setembre de 1996 |                                 |  |
| Michael Rice | 25 de gener de 1996   |                                 |  |
| Chad Young (1 de gen–28 de abr) | 8 de juny de 1995     |                                 |  |
| |                       |                                 |  |
| Fonts: ProCyclingStats Cycling Quotient |                       |                                 |  |

| \| Llista de l'equip 2018 \| Llista de l'equip 2018 \| Llista de l'equip 2018 \| Llista de l'equip 2018 \| \| Ciclista \| Data de naixement \| Equip previ \| \| \| --------------------------------------- \| ---------------------- \| ------------------------------------ \| ---------------------- \| \| João Almeida \| 5 de agost de 1998 \| Unieuro Trevigiani-Hemus 1896 (2017) \| \| \| Edward Anderson \| 18 de abril de 1998 \| \| \| \| William Barta \| 4 de gener de 1996 \| \| \| \| Mikkel Bjerg \| 3 de novembre de 1998 \| Giant-Castelli (2017) \| \| \| Christopher Blevins \| 14 de març de 1998 \| \| \| \| Jonathan Brown \| 20 de abril de 1997 \| \| \| \| Cole Davis \| 11 de juny de 1999 \| \| \| \| Ian Garrison \| 14 de abril de 1998 \| \| \| \| Zeke Mostov \| 30 de juliol de 1996 \| Aevolo (2017) \| \| \| Rui Oliveira \| 5 de setembre de 1996 \| Liberty Seguros-Carglass (2016) \| \| \| Ivo Oliveira \| 5 de setembre de 1996 \| \| \| \| Jasper Philipsen \| 2 de març de 1998 \| BMC Development (2017) \| \| \| Thomas Revard \| 20 de octubre de 1997 \| \| \| \| Michael Rice \| 25 de gener de 1996 \| \| \| \| Maikel Zijlaard \| 1 de juny de 1999 \| RWC Ahoy (2017) \| \| \| Sean Bennett (6 de feb–31 de des) \| 31 de març de 1996 \| Jelly Belly-Maxxis (2017) \| \| \| \| \| \| \| \| Fonts: ProCyclingStats Cycling Quotient \| \| \| \| |                       |                                      |  |
| Llista de l'equip 2018 |                       |                                      |  |
| Ciclista | Data de naixement     | Equip previ                          |  |
| João Almeida | 5 de agost de 1998    | Unieuro Trevigiani-Hemus 1896 (2017) |  |
| Edward Anderson | 18 de abril de 1998   |                                      |  |
| William Barta | 4 de gener de 1996    |                                      |  |
| Mikkel Bjerg | 3 de novembre de 1998 | Giant-Castelli (2017)                |  |
| Christopher Blevins | 14 de març de 1998    |                                      |  |
| Jonathan Brown | 20 de abril de 1997   |                                      |  |
| Cole Davis | 11 de juny de 1999    |                                      |  |
| Ian Garrison | 14 de abril de 1998   |                                      |  |
| Zeke Mostov | 30 de juliol de 1996  | Aevolo (2017)                        |  |
| Rui Oliveira | 5 de setembre de 1996 | Liberty Seguros-Carglass (2016)      |  |
| Ivo Oliveira | 5 de setembre de 1996 |                                      |  |
| Jasper Philipsen | 2 de març de 1998     | BMC Development (2017)               |  |
| Thomas Revard | 20 de octubre de 1997 |                                      |  |
| Michael Rice | 25 de gener de 1996   |                                      |  |
| Maikel Zijlaard | 1 de juny de 1999     | RWC Ahoy (2017)                      |  |
| Sean Bennett (6 de feb–31 de des) | 31 de març de 1996    | Jelly Belly-Maxxis (2017)            |  |
| |                       |                                      |  |
| Fonts: ProCyclingStats Cycling Quotient |                       |                                      |  |

## Classificacions UCI

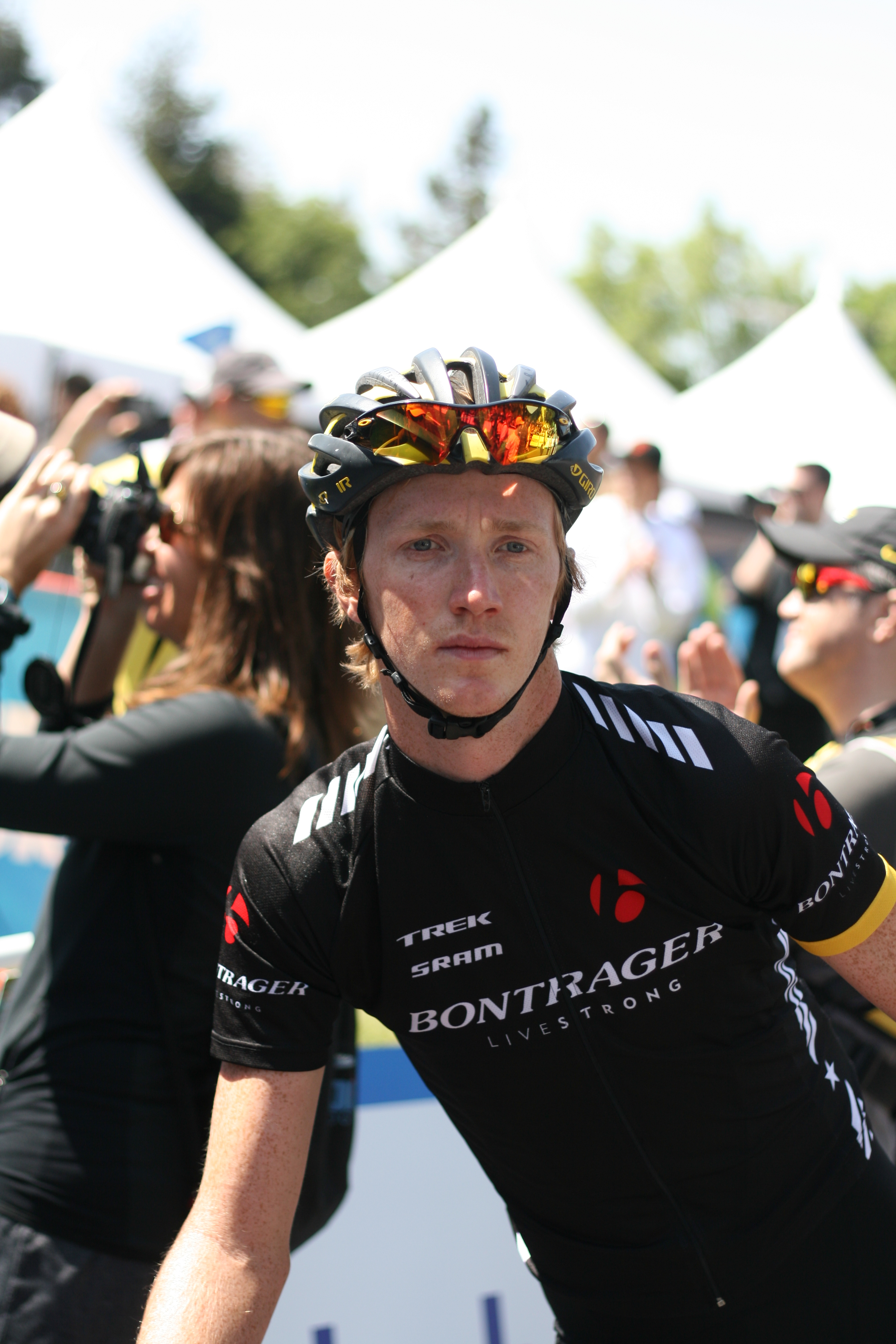
Ian Boswell al 2012

L'equip participa en les proves dels circuits continentals i principalment en les curses del calendari de l'UCI Amèrica Tour. Aquesta taula presenta les classificacions de l'equip als circuits, així com el seu millor corredor en la classificació individual.
UCI Amèrica Tour
| Temporada | Classificació per equips | Millor ciclista en la classificació individual |
| --------- | ------------------------ | ---------------------------------------------- |
| 2009      | 27è                      | Bjorn Selander (132è)                          |
| 2010      | 21è                      | Benjamin King (109è)                           |
| 2011      | 20è                      | Carter Jones (112è)                            |
| 2012      | 21è                      | Joe Dombrowski (17è)                           |
| 2013      | 7è                       | Nathan Brown (36è)                             |
| 2014      | 16è                      | Ruben Zepuntke (45è)                           |
| 2015      | 16è                      | Logan Owen (86è)                               |
| 2016      | 3r                       | Adrien Costa (21è)                             |
| 2017      | 10è                      | Neilson Powless (13è)                          |
| 2018      | 17è                      | Jonny Brown (29è)                              |

UCI Àsia Tour
| Temporada | Classificació per equips | Millor ciclista en la classificació individual |
| --------- | ------------------------ | ---------------------------------------------- |
| 2009      | 49è                      | Ryohei Komori (218è)                           |
| 2016      | 41è                      | Neilson Powless (180è)                         |

UCI Europa Tour
| Temporada | Classificació per equips | Millor ciclista en la classificació individual |
| --------- | ------------------------ | ---------------------------------------------- |
| 2009      | 87è                      | Taylor Phinney (199è)                          |
| 2010      | 43è                      | Taylor Phinney (43è)                           |
| 2011      | 67è                      | Joe Dombrowski (236è)                          |
| 2012      | 72è                      | Joe Dombrowski (238è)                          |
| 2013      | 53è                      | Jasper Stuyven (107è)                          |
| 2014      | 111è                     | Tao Geoghegan Hart (524è)                      |
| 2015      | 83è                      | Ruben Guerreiro (288è)                         |
| 2016      | 35è                      | Tao Geoghegan Hart (174è)                      |
| 2017      | 27è                      | Christopher Lawless (150è)                     |
| 2018      | 19è                      | Jasper Philipsen (40è)                         |

UCI Oceania Tour
| Temporada | Classificació per equips | Millor ciclista en la classificació individual |
| --------- | ------------------------ | ---------------------------------------------- |
| 2009      | 24è                      | Jesse Sergent (67è)                            |
| 2010      | 9è                       | Taylor Phinney (10è)                           |
| 2011      | 3r                       | George Bennett (3r)                            |
| 2012      | 14è                      | Joshua Atkins (25è)                            |
| 2013      | 5è                       | James Oram (12è)                               |
| 2014      | 6è                       | James Oram (5è)                                |
| 2015      | 4t                       | James Oram (7è)                                |